# Bothrocophias campbelli
Bothrocophias campbelli — вид отруйних змій підродини ямкоглових (Crotalinae) родини гадюкових (Viperidae), поширений в Південній Америці.

## Опис
Розміри тіла від 87 см до 123 см, в залежності від місця проживання.

## Поширення
Мешкає на заході Колумбії і в Еквадорі на висоті 1500—2000 м над рівнем моря.